# 砂子井路
砂子井路（砂子水路、すなごすいろ）は、大阪府門真市の南部の三ッ島地区や北島地区および大東市の旧南郷村地区の排水を受け持っていた井路川。

## 概要
歴史的には不明。三ッ島、北島、旧南郷村の水を集めて古川へ注いでいた。

近年、農業の衰退と下水道による排水が進み水量は減少している。
尚、門真市千石西町付近では1970年頃に水路に桜が植樹された。
毎年4月頃に三ッ島地区の有志の方により桜見物の舟が運行されている。
近所では砂子水路の桜として名所になっており、大阪みどりの百選に選定されている。
自然の水路でなく人為的な掘割と推定している。